# 코헬

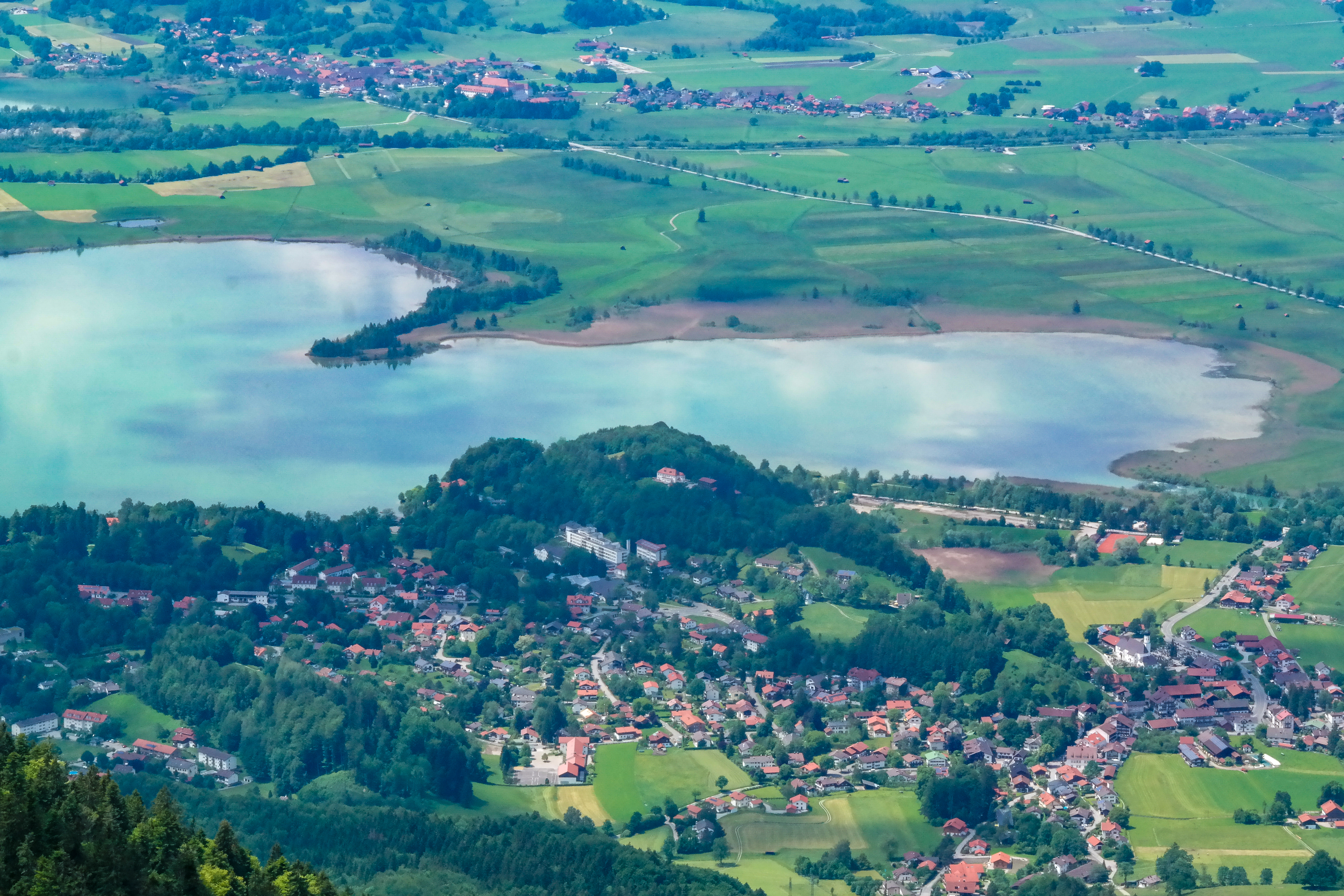
코헬

코헬 암 지(독일어: Kochel am See)는 독일 바이에른주에 속한 도시이다.